# Valeria Moriconi
Valeria Moriconi, née Valeria Maria Abbruzzetti le 13 novembre 1931 à Jesi et morte dans la même ville le 14 juin 2005, est une actrice italienne.

## Biographie
Elle commence sa carrière au cinéma sous la direction d'Alberto Lattuada et, en 1957, Eduardo De Filippo lui confie le rôle de protagoniste dans la comédie De Pretore Vincenzo (it).
Pendant sa carrière, elle a tourné 25 films dirigés par des réalisateurs comme Luchino Visconti, Mario Mattoli, Mauro Bolognini, interprété plusieurs dizaines de rôles au théâtre : classiques latins, Shakespeare, Goldoni et théâtre contemporain.
Elle a partagé la vie du réalisateur Franco Enriquez (it) mort en 1980.
Valeria Moriconi est morte à Jesi le 14 juin 2005 des suites d'une « longue maladie».

## Distinctions
- 1986 : Commandeur de l'Ordre du Mérite de la République italienne[2]

## Filmographie partielle
- 1953 : L'Amour à la ville (L'amore in città) (épisode Gli italiani si voltano) d'Alberto Lattuada
- 1953 : Il n'est jamais trop tard (Non è mai troppo tardi) de Filippo Walter Ratti
- 1954 : L'amante di Paride de Marc Allégret et Edgar G. Ulmer
- 1954 : La Pensionnaire (La spiaggia) d'Alberto Lattuada
- 1954 : Misère et Noblesse (Miseria e nobiltà) de Mario Mattoli
- 1955 : Les Amoureux (Gli innamorati) de Mauro Bolognini
- 1956 : Totò lascia o raddoppia? de Camillo Mastrocinque
- 1956 : Guardia, guardia scelta, brigadiere e maresciallo de Mauro Bolognini
- 1956 : Nos plus belles années (I giorni più belli) de Mario Mattoli
- 1957 : Belles de l'air (Le belle dell'aria) de Mario Costa et Eduardo Manzanos Brochero
- 1958 : La Révolte des gladiateurs (La rivolta dei gladiatori) de Vittorio Cottafavi
- 1959 : I ragazzi dei Parioli de Sergio Corbucci
- 1961 : Les partisans attaquent à l'aube (titre original :Un giorno da leoni) de Nanni Loy
- 1961 : À cheval sur le tigre (A cavallo della tigre) de Luigi Comencini
- 1965 : Des filles pour l'armée (Le soldatesse) de Valerio Zurlini
- 1974 : Le Profiteur (Il saprofita) de Sergio Nasca
- 1976 : La Fiancée de l'évêque (Quelle strane occasioni) (épisode Italian Superman) de Nanni Loy
- 1993 : La fin est connue (La fine è nota) de Cristina Comencini